# Reflexão quântica
Reflexão quântica é um fenômeno inerentemente quântico no qual um objeto, tal como um nêutron ou uma pequena molécula, reflete de maneira suave e ondulatória a partir de uma superfície muito maior, como uma poça de mercúrio. Por outro lado, um nêutron ou molécula que se comporta de forma clássica atingirá essa mesma superfície de maneira similar a uma bola arremessada, impactando apenas uma posição específica em escala atômica, onde será absorvida ou espalhada. A reflexão quântica constitui uma demonstração experimental significativa da dualidade onda-partícula, pois é o pacote de onda quântica estendido da partícula, e não a partícula em si, que reflete da superfície maior. É semelhante à difração de elétrons de alta energia por reflexão, onde os elétrons refletem e sofrem difração nas superfícies, e o espalhamento de átomos em incidência rasante, onde o fato de que átomos (e íons) também podem ser ondas é utilizado para difratar nas superfícies.

## Definição
Em um workshop sobre reflexão quântica, a seguinte definição de reflexão quântica foi sugerida:

Reflexão quântica é um fenômeno contra-intuitivo do ponto de vista clássico, pelo qual o movimento das partículas é revertido "contra a força" que atua sobre elas. Este efeito manifesta a natureza ondulatória das partículas e influencia as colisões de átomos ultrafrios e a interação de átomos com superfícies sólidas.

A observação da reflexão quântica tornou-se possível graças aos avanços recentes na captura e no resfriamento de átomos.

## Reflexão de átomos lentos
Embora os princípios da mecânica quântica se apliquem a quaisquer partículas, geralmente o termo "reflexão quântica" refere-se à reflexão de átomos a partir de uma superfície de matéria condensada (líquida ou sólida). O potencial completo experimentado pelo átomo incidente torna-se repulsivo a uma distância muito pequena da superfície (da ordem do tamanho dos átomos). É nesse ponto que o átomo se torna consciente do caráter discreto do material. Essa repulsão é responsável pela dispersão clássica que se esperaria para partículas incidentes em uma superfície. Tal dispersão pode ser difusa em vez de especular, sendo assim fácil de distinguir esse componente da reflexão. Para reduzir essa parte do processo físico, é usado um ângulo de incidência rasante; isso aumenta a reflexão quântica. Essa exigência de pequenas velocidades incidentes para as partículas significa que uma aproximação não relativística da mecânica quântica é apropriada. 

## Aproximação unidimensional
Até agora, normalmente se considera o caso unidimensional deste fenômeno, ou seja, quando o potencial tem simetria translacional em duas direções ({\displaystyle y} e {\displaystyle z}), de modo que apenas uma única coordenada ({\displaystyle x}) é importante. Nesse caso, pode-se examinar a reflexão especular de um átomo neutro lento a partir de uma superfície de estado sólido. Quando se tem um átomo em uma região de espaço livre próxima a um material capaz de ser polarizado, uma combinação da interação pura de van der Waals e da interação relacionada com o efeito Casimir-Polder atrai o átomo para a superfície do material. A última força domina quando o átomo está relativamente distante da superfície, e a primeira quando o átomo se aproxima da superfície. A região intermediária é controversa, pois depende da natureza específica e do estado quântico do átomo incidente.
A condição para que ocorra uma reflexão à medida que o átomo experimenta o potencial atrativo pode ser dada pela presença de regiões do espaço onde a aproximação WKB para a função de onda atômica falha. De acordo com essa aproximação, o comprimento de onda do movimento grosso do sistema atômico em direção à superfície como uma quantidade local para cada região ao longo do eixo {\displaystyle x} é,
{\displaystyle \lambda \left(x\right)={\frac {h}{\sqrt {2m\left(E-V\left(x\right)\right)}}}}
onde {\displaystyle m} é a massa atômica, {\displaystyle ~E~} é sua energia, e {\displaystyle ~V(x)~} é o potencial que ele experimenta, então é claro que não podemos dar significado a essa quantidade onde,
{\displaystyle \left|{\frac {d\lambda \left(x\right)}{dx}}\right|\sim 1}
Ou seja, em regiões do espaço onde a variação do comprimento de onda atômico é significativa ao longo de seu próprio comprimento (isto é, o gradiente de {\displaystyle V(x)} é íngreme), não há significado na aproximação de um comprimento de onda local. Esta falha ocorre independentemente do sinal do potencial, {\displaystyle ~V(x)~}. Em tais regiões, parte da função de onda do átomo incidente pode se tornar refletida. Tal reflexão pode ocorrer para átomos lentos experimentando a variação relativamente rápida do Forças de Van der Waals próximo à superfície do material. Este é exatamente o mesmo tipo de fenômeno que ocorre quando a luz passa de um material de um índice de refração para outro de índice significativamente diferente ao longo de uma pequena região do espaço. Independentemente do sinal da diferença de índice, haverá um componente refletido da luz na interface. De fato, a reflexão quântica da superfície de uma lâmina de estado sólido permite criar o análogo quântico óptico de um espelho - o espelho atômico - com alta precisão.

## Experimentos com incidência rasante

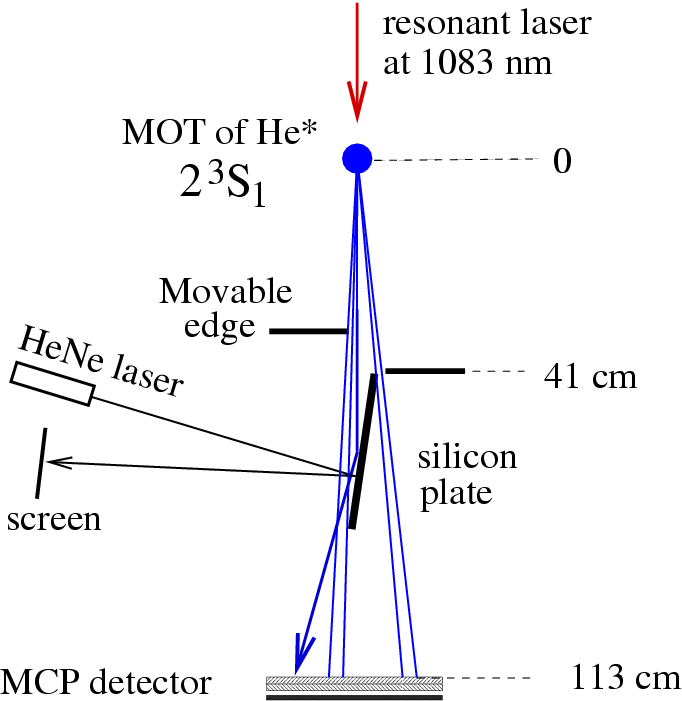
Fig. A. Observação da reflexão quântica em ângulo de incidência rasante

Na prática, em muitos experimentos de reflexão quântica a partir de Si, utiliza-se o ângulo de incidência rasante (figura A). O aparato é montado em uma câmara de vácuo para proporcionar um caminho de vários metros livre de átomos; um bom vácuo (no nível de 10−7 Torr ou 130 µPa) é necessário. A armadilha magneto-óptica (MOT) é utilizada para coletar átomos frios, geralmente hélio ou néon excitados, que se aproximam da fonte pontual de átomos. A excitação dos átomos não é essencial para a reflexão quântica, mas permite o aprisionamento e resfriamento eficientes usando frequências ópticas. Além disso, a excitação dos átomos permite o registro no detector de placa de microcanais (MCP) (na parte inferior da figura). Bordas móveis são usadas para deter átomos que não seguem em direção à amostra (por exemplo, uma placa de Si), proporcionando o feixe atômico colimado. O laser He-Ne foi utilizado para controlar a orientação da amostra e medir o ângulo de incidência {\displaystyle ~\theta ~}. No MCP, foi observada uma faixa relativamente intensa de átomos que vêm diretamente (sem reflexão) da MOT, contornando a amostra, uma sombra forte da amostra (a espessura desta sombra poderia ser usada para um controle preliminar do ângulo de incidência) e uma faixa relativamente fraca produzida pelos átomos refletidos. A razão {\displaystyle ~r~} da densidade de átomos registrados no centro desta faixa para a densidade de átomos na região diretamente iluminada foi considerada como eficiência da reflexão quântica, ou seja, reflectividade. Esta reflectividade depende fortemente do ângulo de incidência e da velocidade dos átomos.
Nos experimentos com átomos de Ne, geralmente caem diretamente quando a MOT é desligada repentinamente. Então, a velocidade dos átomos é determinada como {\displaystyle ~v={\sqrt {2gh}}~}, onde {\displaystyle ~g~} é a aceleração da gravidade, e {\displaystyle ~h~} é a distância da MOT à amostra. Nos experimentos descritos, esta distância foi da ordem de 0,5 metros (2 pé), proporcionando uma velocidade da ordem de 3 m/s (6.7 mph; 11 km/h). Então, o número de onda transversal pode ser calculado como {\displaystyle ~k=\sin(\theta ){\frac {mv}{\hbar }}~}, onde {\displaystyle ~m~} é a massa do átomo, e {\displaystyle \hbar } é a constante de Planck.
No caso do He, o laser ressonante adicional poderia ser utilizado para liberar os átomos e fornecer-lhes uma velocidade adicional; o atraso desde a liberação dos átomos até o registro permitiu estimar esta velocidade adicional; aproximadamente, {\displaystyle ~v={\frac {1}{t\!~h}}~}, onde {\displaystyle ~t~} é o atraso desde a liberação dos átomos até o clique no detector. Na prática, {\displaystyle v} poderia variar de 20 para 130 m/s (45 para 291 mph; 72 para 468 km/h).

## Atração de Casimir e van der Waals
Apesar disso, há alguma dúvida quanto à origem física da reflexão quântica em superfícies sólidas. Como brevemente mencionado anteriormente, o potencial na região intermediária entre as zonas dominadas pelas interações Casimir-Polder e van der Waals requer um cálculo explícito de Eletrodinâmica Quântica para o estado e tipo específico de átomo incidente na superfície. Tal cálculo é muito difícil. De fato, não há razão para supor que esse potencial seja exclusivamente atrativo dentro da região intermediária. Assim, a reflexão poderia ser simplesmente explicada por uma força repulsiva, o que tornaria o fenômeno não tão surpreendente. Além disso, uma dependência semelhante da refletividade com a velocidade incidente é observada no caso da absorção de partículas na vizinhança de uma superfície. No caso mais simples, tal absorção poderia ser descrita por um potencial não-Hermitiano (ou seja, onde a probabilidade não é conservada). Até 2006, os artigos publicados interpretavam a reflexão em termos de um potencial Hermitiano; essa suposição permite construir uma teoria quantitativa.

## Reflexão quântica eficiente
Uma estimativa qualitativa para a eficiência da reflexão quântica pode ser feita utilizando análise dimensional. Deixando {\displaystyle m} ser a massa do átomo e {\displaystyle k=2\pi /\lambda } o componente normal de seu vetor de onda, então a energia do movimento normal da partícula,
{\displaystyle E={\frac {(\hbar k)^{2}}{2m}}}
deve ser comparada ao potencial {\displaystyle V(x)} de interação. A distância {\displaystyle |x_{t}|} na qual {\displaystyle E=V(x)} pode ser considerada como a distância na qual o átomo encontrará uma descontinuidade problemática no potencial. Este é o ponto em que o método WKB se torna completamente sem sentido. A condição para uma reflexão quântica eficiente pode ser expressa como {\displaystyle k|x_{t}|<1}. Em outras palavras, o comprimento de onda é pequeno em comparação com a distância na qual o átomo pode ser refletido da superfície. Se esta condição for satisfeita, o efeito mencionado do caráter discreto da superfície pode ser negligenciado. Este argumento produz uma estimativa simples para a reflectividade, {\displaystyle r},
{\displaystyle r={\frac {1}{(1+k|x_{t}|)^{4}}}}
o que mostra boa concordância com dados experimentais para átomos excitados de néon e hélio, refletidos de uma superfície plana de silício (fig. 1), consulte  e referências. Tal ajuste também está em boa concordância com uma análise unidimensional do espalhamento de átomos a partir de um potencial atrativo. Tal concordância indica que, pelo menos no caso de gases nobres e superfície de Si, a reflexão quântica pode ser descrita com um potencial hermitiano unidimensional, como resultado da atração dos átomos para a superfície.

## Espelho de Fresnel (espelho ranhurado)

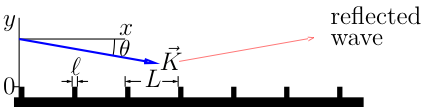
Fig. 2. As rugas podem intensificar a reflexão quântica

O efeito da reflexão quântica pode ser aprimorado usando espelhos de Fresnel. Se alguém produzir uma superfície composta por um conjunto de sulcos estreitos, a não uniformidade resultante do material permitirá a redução da constante efetiva de van der Waals; isto estende as faixas de trabalho do ângulo rasante. Para que essa redução seja válida, devemos ter pequenas distâncias, {\displaystyle L} entre os sulcos. Onde {\displaystyle L} se torna grande, a não uniformidade é tal que o espelho com ranhuras deve ser interpretado em termos de múltiplas difração de Fresnel ou do efeito Zeno; essas interpretações fornecem estimativas similares para a refletividade.
Melhoria similar da reflexão quântica ocorre quando se tem partículas incidindo em uma matriz de pilares. Isto foi observado com átomos muito lentos (condensado de Bose–Einstein) em incidência quase normal.

## Aplicação da reflexão quântica
A reflexão quântica torna possível a ideia de espelhos atômicos de estado sólido e sistemas de imagem de feixe atômico (nanoscope atômico). O uso da reflexão quântica na produção de armadilha atômicas também foi sugerido.